# Курганский технологический колледж
Государственное бюджетное профессиональное образовательное учреждение «Курганский технологический колледж имени Героя Советского Союза Н. Я. Анфиногенова» (ГБПОУ «КТК») — образовательное учреждение среднего профессионального образования в городе Кургане.

## История
История «КТК» началась 1 сентября 1955 года: тогда была образована «Профессиональная техническая школа», затем в августе 1962 года «Профтехшкола» преобразовалась в «ГПТУ-6», через 2 года в августе 1964 года переименовано в «ГПТУ-12». Очередное переименование пришло в августе 1975 года учебное заведение стало называться «ТУ-2», через 9 лет в 1984 году переименовано в «СПТУ-10», а в 1990 году переименовано в «ВПУ-10», в 1994 году переименовано в «СПТУ № 6». В апреле 1997 года «СПТУ № 6» был реорганизован в «Курганский технологический Колледж», а в сентябре 1997 года в состав «КТК» вошло «СПТУ-6», в 2003 году в состав «КТК» вошло «ПУ-34».
5 декабря 2008 года ГОУ СПО «КТК» переименовано в Федеральное государственное образовательное учреждение среднего профессионального образования «Курганский технологический колледж имени Героя Советского Союза Н. Я. Анфиногенова» (Приказ Министерства образования и науки РФ от 05.12.2008 № 1846).
30 декабря 2011 года Федеральное государственное образовательное учреждение среднего профессионального образования «Курганский технологический колледж имени Героя Советского Союза Н. Я. Анфиногенова» переименовано в Государственное бюджетное образовательное учреждение среднего профессионального образования «Курганский технологический колледж имени Героя Советского Союза Н. Я. Анфиногенова» (Постановление Правительства Курганской области от 30.12.2011 № 677).
21 мая 2012 года Государственное бюджетное образовательное учреждение среднего профессионального образования «Курганский технологический колледж имени Героя Советского Союза Н. Я. Анфиногенова» реорганизовано путем присоединения филиалов. В состав колледжа вошли: Далматовский филиал ГБОУ СПО «КТК», Шатровский филиал ГБОУ СПО «КТК», Шмаковский филиал ГБОУ СПО «КТК», Башкирский филиал ГБОУ СПО «КТК» (Постановление Правительства Курганской области от 21.05.2012 № 199).
29 июля 2013 года Государственное бюджетное образовательное учреждение среднего профессионального образования «Курганский технологический колледж имени Героя Советского Союза Н. Я. Анфиногенова» переименовано в Государственное бюджетное профессиональное образовательное учреждение «Курганский технологический колледж имени Героя Советского Союза Н. Я. Анфиногенова» (Постановление Правительства Курганской области от 29.07.2013 № 333).

## Адреса
- г. Курган, просп. Машиностроителей, 14, к2 (ранее «СПТУ № 6»)
- г. Курган, Автозаводская, 3, к3 (ранее «Профессиональное училище № 34»)
- г. Курган, просп. Конституции, 68, к1 (ранее «СПТУ № 10 им. М. И. Калинина»)

### Филиалы
- «КТК» филиал в городе Далматово, заведующий Белых Михаил Сергеевич
- «КТК» филиал в селе Шатрово, заведующий Власов Андрей Елиферьевич
- «КТК» филиал в селе Шмаково, заведующий Менщикова Любовь Петровна

## Направления подготовки

### По программам подготовки специалистов среднего звена
09.02.06 Сетевое и системное администрирование
09.02.07 Информационные системы и программирование
13.02.02 Теплоснабжение и теплотехническое оборудование
13.02.11 Техническая эксплуатация и обслуживание электрического и электромеханического оборудования (по отраслям)
22.02.06 Сварочное производство
23.02.01 Организация перевозок и управление на транспорте (по видам)
23.02.07 Техническое обслуживание и ремонт двигателей, систем и агрегатов автомобилей
40.02.01 Право и организация социального обеспечения
43.02.13 Технология парикмахерского искусства
46.02.01 Документационное обеспечение управления и архивоведение
54.02.01 Дизайн (по отраслям)

### По программам подготовки квалифицированных рабочих, служащих
09.01.01 Наладчик аппаратного и программного обеспечения
11.01.01 Монтажник радиоэлектронной аппаратуры и приборов
54.01.20 Графический дизайнер

## Музей
На базе колледжа функционирует музей имени Героя Советского Союза Н. Я. Анфиногенова. Музейные экспонаты повещены подвигу Николая Анфиногенова, как в 1983 году он в составе развед-дозора попал в засаду. Прикрывая отход товарищей, Николай взорвал гранатой себя и окруживших его противников. Ему первым из рядовых Афганской войны присвоили звание Героя. Многие в Кургане помнят парня, который погиб в неполные двадцать лет.
В музее также представлены портреты, фотографии других выпускников-героев, их личные вещи, книги, а также образцы вооружения и формы армии Советского Союза.

## Студенты
- Очно обучается — 1993 человека.
- Заочно обучается — 346 человек.
- Далматово- 144 человека.
- Шатрово- 143 человека.
- Шмаково- 57 человек.

## Преподаватели
В ГБПОУ «КТК» работают 156 инженерно-педагогических сотрудников, 81 преподаватель. Все преподаватели с высшим образованием.

## Известные выпускники
- Анфиногенов, Николай Яковлевич (29 сентября 1963 — 19 сентября 1983), погиб в Афганистане
- Болтнев Д. Н. (4 сентября 1975 — 15 января 1995), погиб в Чечне
- Бушуев А. А. (2 октября 1980 — 24 ноября 1999), погиб в Чечне
- Глазунов К. В. (31 марта 1976 — 14 декабря 1995), погиб в Чечне
- Забоев, Юрий Михайлович (18 января 1965 — 26 мая 1985), погиб в Афганистане
- Ломакин Д. В. (22 мая 1976 — 14 декабря 1995), погиб в Чечне
- Мельников, Виктор Николаевич (7 августа 1963 — 6 февраля 1986), погиб в Афганистане
- Радионов С. А. (17 марта 1976 — 24 октября 1995), погиб в Чечне

## Директор
- С 25 июля 2023 года Медведев Алексей Сергеевич

## Трудоустройство
По окончании учебного заведения студентам предоставляется трудоустройство на курганских заводах: ОАО «Курганхиммаш», ООО «КАвЗ», ОАО «ЭнергоКурган», ОАО «Курганмашзавод», ОАО «Уралсвязьинформ», ООО «Курганстройсервис», ОАО НПО «Курганприбор».